# Władysław IV Kumańczyk
Władysław IV Kumańczyk węg.: IV László (ur. ok. 1262, zm. 10 lipca 1290) – król Węgier z dynastii Arpadów, panujący w latach 1272–1290.

## Życiorys
Syn króla Stefana V i Elżbiety, córki wodza Kumanów, Kocjana.
Swój przydomek zawdzięcza pochodzeniu matki. W dzieciństwie został porwany przez Joachima, bana chorwackiego. Po śmierci ojca został jednak uwolniony i w wieku 10 lat koronowany na króla Węgier. Przez naciski z zewnątrz zmuszony został do narzucenia chrześcijaństwa Kumanom z którymi sympatyzował, i prawdopodobnie był wyznawcą ich religii. 
W 1280 roku został aresztowany i zmuszony przez feudałów do poprowadzenia wojsk przeciw Kumanom. W trakcie krucjaty doszło do bitwy pod Hódtó, w czasie której Kumanowie zostali pobici. 
Władysław IV Kumańczyk został zabity 10 lipca 1290 roku przez Kumanów. Była to zemsta za zdradę jakiej dopuścił się przed laty. Według innej wersji został zasztyletowany w swoim namiocie z inicjatywy księżniczki kumańskiej którą odsunął od dworu. 
Jego następcą został Andrzej III Wenecki, syn księcia Slawonii Stefana Pogrobowca i Tomasiny Morosini, córki patrycjusza weneckiego Michała Morosiniego.

## Koligacje rodzinne
| 4. Bela IV         |  |             |  |  |                           |
|                    |  | 2. Stefan V |  |  |                           |
| 5. Maria Laskarina |  |             |  |  |                           |
|                    |  |             |  |  | 1. Władysław IV Kumańczyk |
| 6. Kocjan          |  |             |  |  |                           |
|                    |  | 3. Elżbieta |  |  |                           |
| 7. NN              |  |             |  |  |                           |
|                    |  |             |  |  |                           |